# Olenorfia
Olenorfia is een geslacht van kreeftachtigen uit de klasse van de Malacostraca (hogere kreeftachtigen).

## Soort
- Olenorfia cariei (Bouvier, 1914)